# Systasea
Genre
Systasea est un genre de lépidoptères (papillons) de la famille des Hesperiidae.

## Liste d'espèces
Selon ITIS :
- Systasea pulverulenta (Felder, 1869)
- Systasea zampa (Edwards, 1876)